# Звуковой барьер (фильм)
«Звуковой барьер» (англ. The Sound Barrier, в прокате США — Breaking the Sound Barrier) — фильм британского режиссёра Дэвида Лина, ставший обладателем нескольких международных кинопремий, включая премии BAFTA за лучший фильм и за лучший британский фильм.

## Сюжет
Лётчик Королевских ВВС Великобритании Тони Гартвейт после окончания Второй мировой войны женится на Сьюзан, дочери крупного промышленника-авиастроителя Джона Риджфильда. Тесть знакомит зятя с совершенно секретной новой разработкой — реактивным двигателем для истребителя «Прометей», который будет способен преодолеть звуковой барьер скорости.
При учебном полёте гибнет Кристофер, брат Сьюзен. Тони поступает на работу в фирму тестя лётчиком-испытателем и «загорается» энтузиазмом Риджфильда. Сьюзан ждёт ребёнка и серьёзно возражает против опасных экспериментальных полётов мужа. При очередном испытании Тони гибнет.
Сьюзан покидает дом отца и останавливается у друзей — семьи Филипа и Джесс Пил, где вскоре у неё рождается сын. Через год Филип Пил, тоже лётчик, работающий на Риджфильда, идёт по стопам Тони и спустя некоторое время достигает на новом экземпляре самолёта скорости звука. Сьюзан постепенно понимает, что отцом движет не корыстолюбие и жестокость, а стремление к техническому прогрессу, жёсткая требовательность учёного к себе и окружающим. Она с сыном возвращается в поместье Риджфильда.

## В ролях
- Ральф Ричардсон — Джон Риджфильд
- Энн Тодд — Сьюзан Гартвейт
- Найджел Патрик — Тони Гартвейт
- Джон Джастин — Филип Пил
- Дина Шеридан — Джесс Пил
- Джозеф Томелти — Уилл Спаркс, авиаконструктор
- Денхолм Эллиотт — Кристофер Риджфильд, брат Сьюзан

## Награды
- 1952 — 3 премии Национального совета кинокритиков США: лучший иностранный фильм, лучшая режиссура (Дэвид Лин), лучший актёр (Ральф Ричардсон).
- 1952 — премия Нью-Йоркского кружка кинокритиков за лучшую мужскую роль (Ральф Ричардсон).
- 1953 — 3 премии BAFTA: лучший фильм, лучший британский фильм, лучший британский актёр (Ральф Ричардсон). Кроме того, лента была номинирована в категориях «лучший британский актёр» (Найджел Патрик) и «лучшая британская актриса» (Энн Тодд).
- 1953 — премия «Оскар» за лучшую запись звука, а также номинация в категории «лучший сценарий» (Теренс Реттиген).

## Критика
Кроме хорошего приёма критиков, фильм сопровождал большой кассовый успех, но со временем он стал наименее известным фильмом Дэвида Лина. Современные обозреватели отмечают: 

«Звуковой барьер» — интересная история с правдоподобными персонажами, удачно подобранными по возрасту, <…> которая может похвастаться впечатляющими техническими достижениями, хорошей работой известного режиссёра и замечательным мастерством опытных актёров. 